# Heterologe Effekte
Heterologe Effekte (auch unspezifische Effekte, off-target effects bzw. non-specific effects) treten bei Impfungen auf. Sie kennzeichnen sich dadurch, dass sie über die für Impfungen vorgesehenen und antizipierten erregerspezifischen Effekte (Schutzwirkung vor der jeweiligen Zielkrankheit) hinausgehen und einen Einfluss auf die Gesamtmorbidität (auch generell gegenüber nicht-geimpften Krankheiten) und -mortalität entfalten können. Dieser Effekt ist besonders ausgeprägt in Ländern, in denen viele Kinder an Infektionskrankheiten sterben.

## Positive Effekte bei Lebendimpfstoffen
Mehrere epidemiologische Studien sowie Studien aus Entwicklungsländern haben gezeigt, dass nach einer Masernimpfung die Kindersterblichkeit um 40 % gesenkt wurde, es wurden mehr Kinder gerettet als vor den Impfungen gestorben waren. Diese zusätzliche Senkung kann damit nicht alleine durch die Vermeidung der Krankheit selbst verursacht werden. Im z. B. Kongo, im Senegal und in Guinea-Bissau sank diese nach Beginn der Impfungen sogar um 50 %, weit mehr als durch das Verhindern der masernbedingten Mortalität erwartet worden wäre.
Auch bei anderen Lebendimpfungen konnte dieser Effekt gezeigt werden. So geht die Gesamtsterblichkeit bei mit BCG-geimpften Kindern in den ersten 6–12 Monaten im Vergleich zu nicht mit BCG geimpften Kindern stärker zurück als erwartet. Ähnliche Hinweise gibt es zur MMR-Impfung, zur oralen Polioimpfung (OPV) sowie zur damaligen Pockenimpfung.
Diese positiven unspezifischen Effekte nach einer Lebendimpfung treten im Kindesalter deutlicher auf, offenbar wird das Immunsystem durch die Impfung stimuliert und es bildet sich ein innates Immungedächtnis aus („Immuntraining“). Bei einer Maserninfektion würde es wieder gelöscht werden (Immunsuppression durch Eliminierung der B- und T-Zellen). Lebendimpfstoffe stimulieren zudem die Aktivierung von T-Zellen, die ein kreuzreaktives Potential entfalten („Kreuzprotektion“). Die Kreuzprotektion konnte teilweise in Zell- und Tierstudien reproduziert werden. Positive heterologe Effekte sind immunologisch erklärbar und plausibel. Impfungen ahmen eine echte Infektion nach (mit weitaus geringerem Risiko einer echten Erkrankung) und stimulieren infolgedessen hilfreiche, unspezifische Effekte, auch generell gegenüber anderen Krankheiten. Ist das Immunsystem später dann spezialisiert und voll arbeitsfähig, spielen unspezifische Effekte keine große Rolle mehr.
Positive Effekte manifestieren sich in den Ländern besonders stark, in denen viele Kindern an Infektionskrankheiten sterben, beispielsweise in Guinea-Bissau. Zudem sind in jenen Ländern Kinder häufig durch Parasiten befallen, welche das Immunsystem beeinflussen, infolgedessen eventuell auch heterologe Effekte. In Industrienationen mag dieser Effekt geringer ausfallen, wie beispielsweise nach einer BCG- oder MMR-Impfung. Der dänische Anthropologe und Medizinwissenschaftler Peter Aaby vermutet, dass durch Wegfall von Lebendimpfungen wie die Pockenimpfung oder BCG sich das Allergierisiko sogar erhöht habe, da ein diesbezügliches Immuntraining ausgefallen sei.
Es gibt Hinweise darauf, dass das Geschlecht einen Einfluss auf die heterologen Effekte hat. So haben anscheinend die Masern-, BCG- und Pockenimpfung einen stärkeren positiven Effekt auf Mädchen als auf Jungen, während die OPV umgekehrt Jungen favorisieren. Der genaue Grund für den geschlechtsspezifischen Unterschied ist nicht bekannt.

## Postulierte negative Effekte bei Totimpfstoffen
Neben den bekannten positiven heterologen Effekten nach Lebendimpfungen wurden durch Aaby im westafrikanischen Guinea-Bissau negative heterologe Effekte nach Gabe von Totimpfstoffen – speziell DTP – in Beobachtungsstudien postuliert. Während Aaby durchaus die positiven Effekte nach Lebendimpfungen bestätigt, schützt der DTP-Impfstoff zwar effektiv vor den entsprechenden Krankheiten, soll aber auch die Kindersterblichkeit bei Mädchen gegenüber anderen Krankheiten erhöhen. Falls jedoch ein Lebendimpfstoff (z. B. BCG oder der Masernimpfstoff) parallel oder kurz nach Gabe des Totimpfstoffes gegeben wird, sollen sich jene negativen Effekte aufheben oder zumindest stark abmildern. Das zuletzt gegebene Vakzin soll den Ausschlag geben. Aaby empfiehlt daher, dass die Grundimmunisierung mit einer Lebendimpfung abgeschlossen werden sollte und dass generell mehr mit Lebendimpfstoffen immunisiert werden solle.
Diese Daten zu den negativen heterologen Effekten werden von der WHO in Frage gestellt. Auch die STIKO sieht keine Veranlassung, die Impfpläne in Deutschland zu ändern (auch bezüglich möglicher positiver Effekte). So bemängelt die WHO, aber auch andere Impfexperten, dass Aabys Studien methodisch signifikante Grenzen aufweisen; diese Studien sind außerdem regional beschränkt in Subsahara-Afrika, wo Infektionskrankheiten eine der wesentlichen Ursachen für Kindersterblichkeit sind. Ein Review von 2016 hat Kohortenstudien untersucht und kommt zu stark unterschiedlichen Ergebnissen, die Autoren haben vor einem hohen Risiko einer Verzerrung hingewiesen. Eine große in Dänemark durchgeführte Kohortenstudie hatte sogar eine reduzierte Mortalität nach DTP-Impfungen (bei Kindern ohne MMR-Impfung) ergeben. Zudem fehlt im Gegensatz zu den positiven heterologen Effekten eine immunologisch plausible Erklärung für negative Effekte bei Totimpfstoffen.